# تويوتا الفئة إس
تويوتا الفئة إس هي سلسلة طرازات لسيارات أنتجتها شركة تويوتا للسيارات تحت اسم تويوبت بعد الحرب العالمية الثانية وقبل تقديم طراز تويوبت كراون.
بدأت السلسلة بطراز إس أ (SA) وهي سيارة ركاب وكانت تطويراً في الشكل وتعديلاً لطراز تويوتا أأ (AA) السابق، ثم تبعته عدة طرازات تشترك معه في المحرك نوع إس (Type S) وفي الهيكل.

## إس أ (SA)
إس أ كان أول تصميم حقيقي لتويوتا بعد الحرب. اختلف عن كل طرازات تويوتا السابقة بامتلاكه محرك من 4 إسطوانات حيث استُعمل محرك من 6 اسطوانات سابقاً، ونظام تعليق مستقل على الإطارات الأربعة وجسمها كان أصغر وديناميكي هوائي. بدأ كيشيرو تويودا المشروع مُتبعاً لحكمة والده ساكيشي تويودا "كن سابقاً للعصر"، لكن أغلب عمل التصميمات قام بها د. كازو كومابي.
كان الجسم ديناميكي هوائي مشابه لطراز فولكس فاجن بيتل. ولكن تم إنتاج تصميم ذو بابين فقط مما جعله غير مناسب لسوق سيارات الأجرة. تم تصميم الأبواب لتفتح عكسياً (يُطلق عليها أبواب انتحار). النافذة الأمامية كانت عبارة عن لوح زجاج وحيد من الزجاج المستوي. كانت السيارة متوفرة بعجلة قيادة يمنى فقط.
مهندسو تويوتا (بما فيهم د. كازو كومابي) زاروا ألمانيا قبل الحرب العالمية الثانية ودرسوا سيارة سباقات اتحاد السيارات ذات الـ 16 إسطوانة (تعليق مستقل) وبورشه وتصاميم فولكس فاجن التي تميزت بتعليق مستقل، أجسام ديناميكية هوائية، محركات خلفية ذات تبريد هوائي وتكلفة إنتاج اقتصادية). كان عند العديد من الشركات اليابانية روابط مع ألمانيا أثناء سنوات الحرب لكن أكثر الشراكات كانت بالشركات البريطانية أو الأمريكية بعد الحرب وهكذا كانت التقنيات المستخدمة عموماً في بريطانيا أو أمريكا، لكن تويوتا لم تشارك مع أي شركة أجنبية. العديد من مميزات نموذج بيتل وضِع بعد ذلك في إس أ، بالرغم من أن محرك بيتلالخلفي ذو التهوية الهوائية لم يستعمل. قامت تويوتا بإعادة مبدأ الاقتصاد لاحقاً بتصميمها طرازي بابليكا وكورولا.

### تاريخ الإنتاج
بالرغم من أن الرخصة لبدء الإنتاج الكامل لسيارات الركاب في اليابان لم تمُنح حتى عام 1949م، سُمح لأعداد محدودة من السيارات لكي تُنتج من عام 1947م وكانت تويوتا إس أ من هذه السيارات. بدأ العمل في نهاية عام 1945م عندما صرّح المقر الرئيسي بأن رخصة الإنتاج التجاري لإنتاج سيارات لعامة الناس ستصدر قريباً. تم تقديم هذا الطراز في يناير عام 1947م عندما انتهى النموذج التجريبي (الذي كان تحت التطوير لأكثر من عام) في ذلك الوقت.

### خصائص ميكانيكية
زُود هذا الطراز بمحرك نوع إس (Type S) بأربعة اسطوانات بتبريد مائي موضوع بمقدمة السيارة والدفع بالعجلات الخلفية. كما زُود الطراز بناقل حركة يدوي من 3 سرعات. كما يوجد بمقدمة السيارة شبكتا تهوية للسمح بدخول الهواء لتبريد المشع الحراري.
و على غير العادة تم استخدام هيكل فقري وتعليق مستقل على الأربع عجلات.

## إس بي (SB)
هي شاحنة خفيفة بها آليات الحركة المستخدمة بطراز إس أ ولكن بهيكل سُلمي ومحاور صلبة في الأمام والخلف ؛ كلاهما مزود بنوابض شبه إهليجية. راجت السيارة بين عامة الناس وأيضاً مع قوات الاحتلال الأمريكي.
كانت السيارة متوفرة للاستخدام التجاري إلا أن بعض التجار صنعوا أجساما لها لتصبح صالون. تعاقدت تويوتا مع مصنع كانتو دنكي لإنتاج أجسام وهياكل لطراز إس بي لتصبح إس سي (SC).
تم إنتاج عدد قليل من سيارات الشرطة بإضافة بعض الأجزاء الخاصة اللازمة للشرطة.

### تاريخ الإنتاج
بدأ إنتاجها منذ عام 1947م.

### خصائص ميكانيكية
تم استخدام نفس المحرك وناقل الحركة الموجود بطراز إس أ مع هيكل سُلمي مزود بمحاور صلبة بالأمام والخلف مع نوابض شبه إهليجية.

## إس سي (SC)
كانت السيارة متوفرة للاستخدام التجاري إلا أن بعض التجار صنعوا أجسام لها لتصبح صالون. تعاقدت تويوتا مع مصنع كانتو دنكي لإنتاج أجسام وهياكل لطراز إس بي (SB)لتصبح إس سي(SC). ومع ذلك استمر إنتاج طراز إس أ (SA) ولم يُوضع طراز إس سي (SC) للإنتاج. عندما توقف إنتاج طراز إس أ (SA) تم إصدار نسخة معدلة من طراز إس سي وهو طراز إس دي (SD).

### تاريخ الإنتاج
ثلاثة نماذج تجريبية صُنعت ولم يتم إنتاجها.

### خصائص ميكانيكية
مثل إس بي (SB) ما عدا احتوائها على تعليق أمامي مستقل.

## إس دي (SD)
هي سيارة ركاب استُخدم فيها فيها نفس هيكل وتعليق طراز إس بي (SB).

### تاريخ الإنتاج
تم إنتاجها من عام 1949م إلى عام 1951م.

### خصائص ميكانيكية
مثل طراز إس بي (SB).

## إس إف (SF)
هي عبارة عن تطوير لطراز إس دي (SD).

### تاريخ الإنتاج
تم إنتاجها من عام 1951م إلى عام 1953م.

### خصائص ميكانيكية
مثل طراز إس دي (SD).

## إس جي (SG)
هي عبارة عن تطوير لطراز إس بي (SB) ومشتركة ببعض المكونات مع إس إف (SF).

### تاريخ الإنتاج
تم إنتاجها من مارس عام 1952م إلى عام 1954م.

### خصائص ميكانيكية
مثل إس إف (SF).

## آر إتش (RH)
هي عبارة عن تطوير أكثر لطراز إس إف (SF) لكن بتصميم جديد للمحرك نوع آر (Type R). تم تصميم جسم طراز آر إتش إن بواسطة شركة ميتسوبيشي للصناعات الثقيلة الجديدة (New Mitsubishi Heavy Industrial Manufacturing Co)، لكن تم صنع جسم طراز آر إتش ك بواسطة أعمال كانتو الآلية المحدودة (Kanto Auto Work, Ltd).كان يُطلق عليها سوبر.
تم إنتاج نسخة من هذا الطراز كسيارة دورية للشرطة ونسخة أخرى كسيارة إسعاف باستخدام المحرك نوع بي (Type B) المكون من 6 اسطوانات وبمقدمة أطول.
نجحت آر إتش بمثيلتها آر آر (RR) ماستر عام 1955م ونجحت أكثر بـ آر إس كراون.

### تاريخ الإنتاج
تم إنتاجها من سبتمبر عام 1953م إلى عام 1955م.

### خصائص ميكانيكية
مثل إس إف (SF) ماعدا في محركها الجديد نوع آر(Type R).

## آر آر (RR)
كان طراز آر آر تطويراً لطرازي آر إتش وإس إف مع جسم مطور.
صُمم طراز آر إس كراون ليحل محل طراز سوبر عام 1955م.
لم تكن تويوتا متأكدة من تعليق الحلزون الأمامي المستقل وأبوابها الانتحارية الخلفية ملائمة لسوق سيارات الأجرة، لذا تم تطوير سوبر وتغيير اسمها لـ ماستر وبيعت بجانب آر إس كراون.
و عندما أثبتت آر إس كراون مبيعاتها الجيدة تم إيقاف آر آر في نوفمبر عام 1956م وتم تحويل مصانع طراز ماستر إلى كراون.
تضمنت تويوبت ماستر أيضاً طرازات أخرى مثل ماستر آر آر 16، آر آر 17 وآر آر 19 الذين حلوا مكان طراز إس جي (SG).

### تاريخ الإنتاج
تم إنتاجها من يناير عام 1955م إلى نوفمبر عام 1956م.

### خصائص ميكانيكية
مثل آر إتش (RH) وإس إف.

## إف إتش جى (FHJ)
كانت سيارة إطفاء معتمدة على آر إتش (RH) ولكن بمحرك أكبر نوع إف (Type F).
و بيعت بنفس الوقت كطراز إف أ جى (FAJ) التي اعتمدت على شاحنة الخدمة الشاقة إف أ.
و بيعت أيضاً كطراز إف سي جى (FCJ) التي اعتمدت على شاحنة الخدمة المتوسطة إف سي.
و بيعت أيضاً كطراز إف جى جى (FJJ) التي اعتمدت على طراز بي جى جيب.

### خصائص ميكانيكية
مثل آر إتش (RH) ماعدا في محركها نوع إف (Type F) وعدم وجود أبواب وكان الجزء الخلفي منها مجهزاً بشدة للخدمة ومزودة بمعدات الإطفاء مثل المحابس والخراطيم وسلالم الركوب وعلى الرغم من أنها تبدو كشاحنة صغيرة، كان طراز إف إتش جى مزوداً بمحور واحد خلفي وهو نفسه المستخدم بسيارة الركاب آر إتش (RH).

## اقرأ أيضا
- تويوتا ميراي